# Cars on the Road
Cars on the Road ist eine US-amerikanische computeranimierte Miniserie von Kurzfilmen produziert von Pixar Animation Studios für den Streaming-Dienst Disney+, auf der Grundlage des Cars Franchises. Zur Hauptbesetzung des Originals gehören Owen Wilson als Lightning McQueen und Larry the Cable Guy als Hook. Die Drehbücher schrieb Steve Purcell, produziert wurde die Serie von Marc Sondheimer. Cars on the Road spielt nach den Ereignissen von Cars 3 (2017) und folgt Lightning (Wilson) und Hook (Cable Guy), die sich auf einen Roadtrip begeben, um der Hochzeit von Hooks Schwester beizuwohnen, während sie unterwegs verschiedene Orte und Charakteren besuchen.
Zu den Konzepten für die Episoden gehören Geschichten, die eine Hommage an Filme wie Mad Max (1979) und The Shining (1980) darstellen.
Cars on the Road feierte seine Premiere am 8. September 2022 im Rahmen des Disney+ Day.

## Synchronisation
| Figur (Originalname)              | Figur (Deutscher Name) | Originalsprecher                 | Deutscher Sprecher                       |
| --------------------------------- | ---------------------- | -------------------------------- | ---------------------------------------- |
| Lightning McQueen                 |                        | Owen Wilson                      | Manou Lubowski                           |
| Mater                             | Hook                   | Larry the Cable Guy              | Gerhard Jilka                            |
| Flo                               |                        | Jenifer Lewis                    | Sandra Schwittau, Sabine Schulz (Gesang) |
| Sally Carrera                     |                        | Bonnie Hunt                      | Claudia Lössl                            |
| Guido                             |                        | Guido Quaroni                    | Marcantonio Moschettini                  |
| Luigi                             |                        | Tony Shalhoub                    | Mike Carl                                |
| Ramone                            |                        | Cheech Marin                     | Gudo Hoegel                              |
| Laura                             |                        |                                  | Maria Magdalena Rabl                     |
| Fillmore                          | Bully                  | Lloyd Sherr                      | Helmfried von Lüttichau                  |
| Ivy                               |                        | Quinta Brunson                   | Friederike Sipp                          |
| Lisa                              |                        | Tania Gunadi                     | Stephanie Kellner                        |
| Louise                            |                        | Ruth Livier                      | Stephanie Kellner                        |
| Randy                             |                        | Steve Purcell                    |                                          |
| Wraith Rod                        |                        | Steve Purcell, Matthew Yang King |                                          |
| Clutch Humboldt                   |                        | Matthew Yang King                | Claus-Peter Damitz                       |
| Speed Demon                       | Tempo–Teufel           | Kathy Holly                      | Uschi Wolff                              |
| Noriyuki                          |                        | Masa Kansome                     |                                          |
| Margaret Motorray                 |                        | Toks Olagundoye                  |                                          |
| Chiefess                          |                        | Toks Olagundoye                  | Petra Einhoff                            |
| Griswold                          |                        | Gabby Sanalitro                  |                                          |
| Mae Pillar-Durev                  |                        | Megan Cavanagh                   | Ulrike Jenni                             |
| Kay Pillar-Durev                  |                        | Hayden Bishop                    | Ulla Wagner                              |
| Bella Cadavre                     | Bella Kadabra          | Megan Cavanagh                   | Michèle Tichawsky                        |
| 1st AD                            |                        | Hayden Bishop                    | Hubertus von Lerchenfeld                 |
| Brakelight Pictures' producer     |                        | Secunda Wood                     | Patricia Strasburger                     |
| Brakelight Pictures' crew members |                        | Matt Lowe                        | Andreas Thiele                           |
| Lance the Writer                  | Les                    | Zeno Robinson                    |                                          |
| Jeremy                            |                        | Zeno Robinson                    |                                          |
| Town Marshall                     |                        | Dave Fennoy                      | Mark Kuhn                                |
| Cap'n Long Leggy                  |                        | Tom Bromhead                     | Alexander Wohnhaas                       |
| Squat                             |                        | Debra Cardona                    | Sebastian Pappenberger                   |
| Lou                               |                        |                                  | Bettina Zech                             |
| Cruz Ramirez                      |                        | Cristela Alonzo                  | Maja Meneiro                             |
| Mateo                             |                        | Oscar Camacho                    | Kai Taschner                             |
| Mato                              | Rucky                  | Dana Powell                      | Dorothea Anzinger                        |
| Justice Stern                     |                        | Dave Fennoy                      | Walter von Hauff                         |

Red, Mack, Sheriff, Sarge und Lizzie haben stille Cameos in „Dinopark“. Taco hat einen stillen Cameo-Auftritt in „Die Legende“.

## Episodenliste
| Nr. | Deutscher Titel                    | Originaltitel   | Erstausstrahlung | Deutschsprachige Erstausstrahlung (D) |
| --- | ---------------------------------- | --------------- | ---------------- | ------------------------------------- |
| 1 | Dinopark                           | Dino Park       | 8. Sep. 2022     | 8. Sep. 2022                          |
| Einige Zeit nach dem Sieg über Jackson Storm teilt Hook seinen Freunden in Radiator Springs mit, dass er die Stadt für ein paar Tage verlassen wird, um an der Hochzeit seiner Schwester Rucky teilzunehmen. Lightning McQueen bietet ihm an, ihn zu begleiten, und so machen die beiden einen Road Trip zur Hochzeit. Auf Lightnings Drängen halten sie in einem Dinosaurier-Museum, wo Hook von den Dinosaurier-Statuen erschreckt wird. Hook schläft ein und träumt von sich und Lightning als Höhlenfahrzeugen, die von Dinosauriern angegriffen werden. Später wacht er auf und hat dank des Traums keine Angst mehr, bevor er mit Lightning den Park verlässt. |                                    |                 |                  |                                       |
| 2 | Keine Angst/Lichter aus            | Lights Out      | 8. Sep. 2022     | 8. Sep. 2022                          |
| Als ein Sturm aufzieht, kommen Lightning und Hook in einem gruseligen Hotel an, wo sie von einem unheimlichen Angestellten begrüßt werden. Hook hat Angst vor dem Hotel, aber Lightning versichert ihm, dass er keine Angst haben muss. In dieser Nacht, während Hook schläft, erkundet Lightning das Hotel, wird von mehreren Geistern heimgesucht und kehrt am Morgen verängstigt in sein Zimmer zurück. Als die beiden das Hotel verlassen, lacht der Angestellte, der sich als Geist entpuppt, in die Kamera. |                                    |                 |                  |                                       |
| 3 | Geschwindigkeitsrausch/Salz-Fieber | Salt Fever      | 8. Sep. 2022     | 8. Sep. 2022                          |
| Lightning und Hook erreichen die Salzwüste und treffen auf Land Speed Racer. Ein Mechanikerduo nimmt Hook mit und baut ihm Booster ein. Hook fährt immer schneller und Lightning macht sich Sorgen. Plötzlich lösen sich die Booster und Hook wird in die Luft geschleudert. Er macht eine Erfahrung außerhalb seines Fahrgestells und trifft auf die Seele des Tempo-Teufels, einer Auto-Version des Sensenmanns. Hook kehrt in seinen Körper zurück und rettet sich mit seinem Haken vor dem Absturz. Sowohl Lightning als auch Hook werden von anderen Autos bedrängt, die von ihren Rekorden fasziniert sind. |                                    |                 |                  |                                       |
| 4 | Die Legende                        | The Legend      | 8. Sep. 2022     | 8. Sep. 2022                          |
| Beim Zelten auf einem Berg trifft Hook auf eine Gruppe von Forschern, die aufgrund von angeblichen Sichtungen in den Bergen nach "Bigfoot" suchen. Nachdem Hook für sich und Lightning eingewilligt hat, sich ihnen anzuschließen, begleitet das Duo die Gruppe bei ihrer Suche. Lightning wird in einer mit Seilen gefesselten Hütte von dem angeblichen "Bigfoot" gefangen genommen, von dem er erfährt, dass es sich in Wirklichkeit um Ivy handelt, einen Monstertruck, der in die Berge geflohen ist, weil es ihm unangenehm war, Autos zu zerstören, um sie vorzuführen. Hook findet sie in Ivys Hütte, und die beiden vereinbaren, die Forscher zu verscheuchen, indem sie vorgeben, Außerirdische zu sein. Am nächsten Morgen schließt sich Ivy dem Duo auf ihrem Roadtrip an. In einer Post-Credit-Szene tanzt Hook auf der Straße, während Lightning ihn anfeuert.                                                       |                                    |                 |                  |                                       |
| 5 | Manege frei!/Im Zirkus             | Show Time       | 8. Sep. 2022     | 8. Sep. 2022                          |
| Lightning, Hook und Ivy besuchen eine Autowaschanlage, in der Hook und Ivy gewaschen werden. Später besuchen sie einen Wanderzirkus, den Lightning nur ungern betritt, da er Angst vor Clowns hat. Die drei sehen sich eine Vorstellung an, und Ivy wird ausgewählt, eine Nummer vorzuführen, bei der sie Autos zertrümmert, wie in ihren früheren Shows. Anstatt die Autos zu zertrümmern, tanzt Ivy auf ihnen und verblüfft die anderen mit ihrem Talent. Ivy wird eingeladen, im Zirkus zu bleiben, während Lightning und Hook, die den Zirkus verlassen, sich von ihr verabschieden. In einer Post-Credits-Szenen hört ein Arbeiter in der Autowaschanlage ein Lied im Radio und tanzt dazu. |                                    |                 |                  |                                       |
| 6 | Trucks                             | Trucks          | 8. Sep. 2022     | 8. Sep. 2022                          |
| Unterwegs äußert Hook Zweifel, ob er ein Truck ist oder nicht, während Lightning ihn ermutigt, dass er einer ist. Die beiden kommen an einer Raststätte vorbei, die voller Trucks ist. Während Lightning sich umsieht, singen alle Trucks gemeinsam mit Hook ein Lied über ihren Stolz, ein Truck zu sein. Am Ende ist Hook selbstbewusster und fährt mit Lightning davon, der von der Show nichts mitbekommen hat. In einer Post-Credits-Szene bleibt Lightning das Lied im Kopf stecken, was Hook schockiert. |                                    |                 |                  |                                       |
| 7 | B-Movie/Filmrolle                  | B-Movie         | 8. Sep. 2022     | 8. Sep. 2022                          |
| Während sie durch eine Stadt fahren, beobachten Lightning und Hook die Dreharbeiten zu einem Zombie-Science-Fiction-Film. Die Crew wird auf Lightning aufmerksam und beschließt, ihn als Hilfssheriff zu besetzen, obwohl die Dreharbeiten aufgrund seiner schlechten schauspielerischen Leistung schiefgehen. In der Zwischenzeit beeindruckt Hook die Crew und erhält mehrere Rollen, was Lightning eifersüchtig macht. Hook erklärt Lightning später, dass er nicht in allem gut sein kann, was ihn tröstet. Am nächsten Tag erfährt das Duo, dass die gesamte Geschichte zu einem Musical umgeschrieben wurde und Ivy die Hauptrolle bekommen hat. Lightning und Hook, die von dem Film gefeuert wurden, fahren weg. |                                    |                 |                  |                                       |
| 8 | Alte Feinde/Rowdies der Straße     | Road Rumblers   | 8. Sep. 2022     | 8. Sep. 2022                          |
| Unterwegs geraten Lightning und Hook in einen Streit und landen in einem Lager, wo sie von mit Stacheln bestückten Autos gefangen genommen werden. Die beiden sind gezwungen, am Thundercone teilzunehmen, einem tödlichen Wettkampf, bei dem es darum geht, den anderen zu töten, während man den Fallen ausweicht, die in der auf dem Kopf stehenden Kegelarena aufgestellt sind, in der die Teilnehmer kämpfen. Der Wettkampf wird jedoch durch die Ankunft von Autos unterbrochen, die mit Strom und Solarenergie betrieben werden. Eines der Autos, Jeremy, erklärt, dass beide Seiten früher eine Campinggruppe waren, bevor sie sich zerstritten und Fraktionen gebildet haben. Lightning und Hook versuchen, den Streit mit einer Rede zu schlichten, doch das misslingt, und die beiden fliehen, während Jeremy ihnen folgt. Auf einem Rastplatz sehen sie später, dass die beiden Autogruppen Frieden geschlossen haben. |                                    |                 |                  |                                       |
| 9 | Bund fürs Leben/Traumhochzeit      | Gettin’ Hitched | 8. Sep. 2022     | 8. Sep. 2022                          |
| Lightning und Hook kommen zu Ruckys Hochzeit in Hooks Elternhaus, wo Lightning erfährt, dass Hook aus einer wohlhabenden Familie stammt und dass Ruckys Verlobter Mateo ist, der Cousin seines Schützlings Cruz Ramirez. Lightning gesteht Cruz, dass er sich aufgrund seiner Erfahrungen auf der Reise unwohl fühlt. In der Zwischenzeit treffen Hook und Rucky wieder aufeinander und entfachen ihre Geschwisterrivalität erneut, bis Cruz ihnen hilft, sich zu versöhnen. Auf der Hochzeit hält Hook eine Rede, die es Lightning ermöglicht, seine Erlebnisse zu verarbeiten, und er schlägt vor, mit dem Auto nach Radiator Springs zurückzukehren, anstatt wie geplant mit dem Flugzeug. In einer Post-Credits-Szene fragt sich Lightning, wohin Mato und Mateo in die Flitterwochen gefahren sind, bevor das Paar in einem Reifenlabyrinth gezeigt wird, das Lightning und Hook zuvor besucht hatten.                        |                                    |                 |                  |                                       |

Auf YouTube tragen einige der Episoden im Deutschen andere Titel als bei der ursprünglichen Veröffentlichung auf Disney+.

## Produktion

### Entwicklung
Am 10. Dezember 2020 gab Pixar auf dem Disney Investors Day bekannt, dass eine Zeichentrickserie mit Lightning McQueen und Hook in der Hauptrolle, die durch das Land reist und dabei neue und alte Freunde trifft, in Entwicklung ist und im Herbst 2022 auf Disney+ veröffentlicht werden soll. Außerdem wurde bekannt gegeben, dass die Serie von Steve Purcell geschrieben und von Marc Sondheimer produziert wird. Purcell, Bobby Podesta und Cars 3-Regisseur Brian Fee führen bei den Episoden der Serie Regie. Laut Sondheimer arbeiteten die Regisseure zusammen, um die Kontinuität innerhalb der Serie zu wahren. Am 12. November 2021 wurde bekannt gegeben, dass die Serie den Titel Cars on the Road tragen wird. Die Produktion der Serie erstreckte sich über 15 Monate. Laut Purcell blieben einige Konzepte für Episoden ungenutzt, obwohl er hoffte, sie in einer möglichen zweiten Staffel verwenden zu können.

### Writing
Die Filmemacher wollten eine Kurzserie, weil sie der Meinung waren, dass dies der beste Weg war, um das Konzept eines Roadtrips zu erkunden und gleichzeitig die Beziehung zwischen Lightning und Hook zu erforschen, da die Produzenten der Meinung waren, dass die beiden Charaktere zu wenig Bildschirmzeit miteinander hatten. Jede Episode hat ein anderes Setting. Das Konzept für die Serie wurde von Purcell vorgeschlagen, als die Produzenten ein Brainstorming durchführten. Inspiriert wurde er durch eine Autoreise in seiner Kindheit, die er mit seiner Familie unternahm, er wollte herausfinden, wie Lightning und Hook darauf reagieren, sich in verschiedenen Szenarien wiederzufinden. Laut Purcell wurde die Geschichte für jede Episode auf der Grundlage eines Basisszenarios festgelegt, woraufhin die Filmemacher Konzepte vorschlugen, die in die Welt von Cars passten und zuvor noch nicht erforscht worden waren. Zu den Konzepten für die Episoden gehören Geschichten, die eine Hommage an Filme wie Mad Max (1979) und The Shining (1980) darstellen. Für die Beziehung zwischen Hook und seiner Schwester Mato ließ sich Podesta von seiner Beziehung zu seinen Schwestern inspirieren. Auch über Ruckys Persönlichkeit, die über ihre Beziehung zu Hook hinausgeht, hielten sich die Autoren bis zur letzten Folge absichtlich bedeckt, um die Erwartungen der Zuschauer zu erfüllen.

### Casting
Am 12. November 2021 wurde bekannt gegeben, dass Owen Wilson und Larry the Cable Guy ihre jeweiligen Rollen als Lightning McQueen und Hook wieder aufnehmen werden. Laut Regisseur Brian Fee durften Larry und Wilson während der Aufnahme ihrer Texte Vorschläge machen.

### Animation
Laut Podesta wurde die Serie in einem kürzeren Zeitrahmen als üblich animiert, wobei jede Episode 5 Wochen in Anspruch nahm. Eine der Episoden enthält eine Rückblende in die prähistorische Zeit. Für die Rückblende ließen sich die Animatoren von der Arbeit des Stop-Motion-Animators Ray Harryhausen inspirieren. Sowohl für die Bewegung der Dinosaurier als auch für den Moment, in dem Lightning und Hook von den Dinosauriern angegriffen werden, deaktivierten die Animatoren die Bewegungsunschärfe, die sie für den Rest der Sequenz verwendet haben, um das Gefühl von Harryhausens Filmen wiederzugeben. Auch andere Elemente wie Frames wurden verändert.

### Musik
Nach der Veröffentlichung des Trailers wurde bekannt, dass Jake Monaco die Musik für alle neun Episoden komponiert hat. Monaco hat außerdem zusammen mit Regisseur Bobby Podesta den Titelsong der Serie geschrieben, der von Bobby Hamrick gesungen wird. Jede Folge enthält eine Variation des Titellieds, die den Stil der Folge widerspiegelt. Der Soundtrack mit Monacos Musik und vier Liedern, darunter zwei Versionen des Titelsongs, wurde am 5. September 2022 veröffentlicht.
| Nr.          | Titel                                     | Songwriter(s)                             | Artist(s)               | Länge |
| ------------ | ----------------------------------------- | ----------------------------------------- | ----------------------- | ----- |
| 1.           | "Cars on the Road" (Main Title)           | Jake Monaco, Bobby Podesta                | Bobby Hamrick           | 0:20  |
| 2.           | "Doo Wop in the Bucket"                   | Jake Monaco                               |                         | 1:54  |
| 3.           | "Dino Park"                               | Jake Monaco                               |                         | 1:32  |
| 4.           | "Matersaur"                               | Jake Monaco                               |                         | 1:45  |
| 5.           | "Cars in the Carboniferous"               | Jake Monaco                               |                         | 0:48  |
| 6.           | "Lights Out"                              | Jake Monaco                               |                         | 1:57  |
| 7.           | "Wraith Wrock"                            | Jake Monaco                               |                         | 1:15  |
| 8.           | "Cars Haunt the Road"                     | Jake Monaco                               |                         | 0:49  |
| 9.           | "Salt Fever"                              | Jake Monaco                               |                         | 1:43  |
| 10.          | "Speed Daemon"                            | Jake Monaco                               |                         | 1:18  |
| 11.          | "Cars on the Flats"                       | Jake Monaco                               |                         | 0:46  |
| 12.          | "Wayne County Cryptid Busters"            | Jake Monaco                               |                         | 1:20  |
| 13.          | "The Legend"                              | Jake Monaco                               |                         | 2:04  |
| 14.          | "A Reeeeal Scary Story"                   | Jake Monaco                               |                         | 1:45  |
| 15.          | "Cars on the Fringe(s of Our Perception)" | Jake Monaco                               |                         | 1:24  |
| 16.          | "Whale Washing"                           | Jake Monaco                               |                         | 0:58  |
| 17.          | "Show Time"                               | Jake Monaco                               |                         | 2:07  |
| 18.          | "Circus Velocitas"                        | Jake Monaco                               |                         | 1:27  |
| 19.          | "Tip Tap Boom"                            | Jake Monaco                               |                         | 1:04  |
| 20.          | "New Beginnings"                          | Jake Monaco                               |                         | 1:19  |
| 21.          | "Cars in the Show"                        | Jake Monaco                               |                         | 0:48  |
| 22.          | "Truckey’s"                               | Jake Monaco                               |                         | 1:08  |
| 23.          | "TRUCKS"                                  | Jake Monaco, Bobby Podesta, Steve Purcell | Cars on the Road – Cast | 3:00  |
| 24.          | "Trucks on the Road"                      | Jake Monaco                               |                         | 0:37  |
| 25.          | "B-Movie"                                 | Jake Monaco                               |                         | 1:55  |
| 26.          | "Brain on Wheels"                         | Jake Monaco, Steve Purcell                | Quinta Brunson          | 1:04  |
| 27.          | "Cars on the Backlot"                     | Jake Monaco                               |                         | 0:46  |
| 28.          | "Road Rumblers"                           | Jake Monaco                               |                         | 0:58  |
| 29.          | "Oil Cans Harry"                          | Jake Monaco                               |                         | 3:40  |
| 30.          | "Brave Cars"                              | Jake Monaco                               |                         | 1:00  |
| 31.          | "Charge on the Road"                      | Jake Monaco                               |                         | 0:39  |
| 32.          | "Gettin’ Hitched"                         | Jake Monaco                               |                         | 1:43  |
| 33.          | "Pomp & Odd Circumstances"                | Jake Monaco                               |                         | 1:10  |
| 34.          | "Tow-Mater, Tow-Mato"                     | Jake Monaco                               |                         | 1:51  |
| 35.          | "Mater’s Speech"                          | Jake Monaco                               |                         | 1:17  |
| 36.          | "Road Back Home"                          | Jake Monaco                               |                         | 1:29  |
| 37.          | "Cars on the Road"                        | Jake Monaco, Bobby Podesta                | Bobby Hamrick           | 2:54  |
| Gesamtlänge: | Gesamtlänge:                              | Gesamtlänge:                              | Gesamtlänge:            | 53:52 |

### Marketing
Der offizielle Trailer wurde am 1. August 2022 auf dem YouTube-Kanal von Pixar veröffentlicht. McDonald’s startete in den USA eine Werbekampagne, die beim Kauf eines Happy Meal eines von acht Spielzeugen enthielt.

### Veröffentlichung
Cars on the Road startete am 8. September 2022 weltweit auf Disney+ als Premierentitel am Disney+ Day, wobei alle neun Episoden gleichzeitig veröffentlicht wurden.
Darüber hinaus feierte die Serie am 5. September 2023 ihre Premiere auf dem YouTube-Kanal von Disney Junior, wo bis zum 24. Dezember 2023 alle Episoden erschienen. Am 7. Januar 2024 wurde außerdem ein Zusammenschnitt der gesamten Serie hochgeladen. Abgesehen davon veröffentlichte der offizielle Cars-YouTube-Kanal einen Zusammenschnitt der ersten 5 Episoden am 7. Februar 2024.
In Deutschland begann die Ausstrahlung auf YouTube am 30. Oktober 2023 auf Disney Junior Deutschland und endete am 19. Februar 2024. Zudem wurde die Serie am 19. November 2023 im Disney Channel Deutschland ausgestrahlt.

### Anerkennungen
Christopher Foreman, Elana Lederman, John Lockwood, Jae Jun Yi, Justin Ritter wurden für die Folge "Road Rumblers" in der Kategorie Outstanding Achievement for Animated Effects in an Animated Television/Broadcast Production bei den 50. Annie Awards nominiert. Jason Brodkey und Serena Warner wurden bei den 2nd Children’s and Family Emmy Awards in der Kategorie Outstanding Editing for an Animated Program nominiert. Außerdem war sie für die 39. Artios Awards in der Kategorie Short Form Series mit den Associate Casting Directors Natalie Lyon, Kevin Reher und Kate Hansen-Birnbaum nominiert.